# Sud Aviation
Sud Aviation byl francouzský státní letecký výrobce, který vznikl sloučením firem Sud-Est (SNCASE nebo Société nationale des constructions aéronautiques du sud-est) a Sud-Ouest (SNCASO nebo Société nationale des constructions aéronautiques du sud-ouest) dne 1. března 1957. Obě společnosti byly vytvořeny z menších soukromých společností, které byly těsně před druhou světovou válkou znárodněny do šesti regionálních projektových a výrobních sdružení.
Společnost se stala významným výrobcem vrtulníků. Navrhla a vyrobila několik typů, které se postupně stavěly ve velkém počtu, včetně Alouette II (první sériový vrtulník poháněný motorem s plynovou turbínou; první let v roce 1955), Puma (1965) a Gazelle (1967). Během roku 1967 dohoda mezi britskou a francouzskou vládou zajistila společnou výrobu a nákupy strojů Puma a Gazelle spolu s britským typem Westland Lynx. Sud Aviation také vyvinula Caravelle, první proudový dopravní letoun pro trh s krátkým a středním doletem.
Během roku 1970 se Sud Aviation sloučila s Nord Aviation a Société d'études et de réalisation d'engins balistiques (SÉREB) a vytvořila společnost Aérospatiale. Aérospatiale vytvořilo několik velkých mezinárodních konsorcií, například s British Aerospace a Messerschmitt-Bölkow-Blohm, aby vytvořili Airbus; společnost se nakonec v roce 2000 sloučila do evropského leteckého konglomerátu EADS. Během ledna 2014 byla EADS reorganizována na Airbus Group.